# إيليش ماكولغان
إيليش مكولجان (من مواليد 25 نوفمبر 1990) هي عداءة متوسطة وعداءة مسافات طويلة اسكتلندية، هي بطلة ألعاب الكومنولث 2022 في سباق 10000 متر مع الرقم القياسي، وحاصلة على الميدالية الفضية 5000 متر. كما فازت بأربع ميداليات في بطولة أوروبا، حيث فازت بالميداليات الفضية في سباق 5000 متر في 2018 وسباق 10000 متر في 2022، والميدالية البرونزية في سباق 5000 متر في عام 2022، والميدالية البرونزية في الصالات 3000 متر في 2017. هي حاملة الرقم القياسي الأوروبي في سباق 10 كيلومترات على الطرق، وحاملة الرقم القياسي البريطاني في سباقات 5000 متر و10000 متر و5 كيلومترات ونصف الماراثون. كما أنها تحمل أفضل رقم أوروبي في سباق 10 أميال على الطرق.